# Robert Crippen
Robert Laurel Crippen (n. 11 de septiembre de 1937 en Beaumont, Texas) es un astronauta de la NASA. 
El 12 de abril de 1981, junto con el experimentado astronauta John W. Young, volaron en el transbordador espacial «Columbia», en la primera misión de los transbordadores espaciales.